# Pałac Biskupów Krakowskich w Warszawie
Pałac Biskupów Krakowskich – pałac znajdujący się przy ul. Miodowej 5 róg ul. Senatorskiej w Warszawie.

## Historia
Budowę pałacu rozpoczęto w 1622 roku dla biskupa krakowskiego Jakuba Zadzika. Był oficjalną rezydencją miejską biskupów krakowskich, którzy jako senatorowie duchowni musieli brać udział w pracach senatu Rzeczypospolitej.
Po zniszczeniach w czasie potopu szwedzkiego został odbudowany w 1668 dla biskupa Andrzeja Trzebickiego. W połowie XVIII wieku pałac był już bardzo zniszczony.

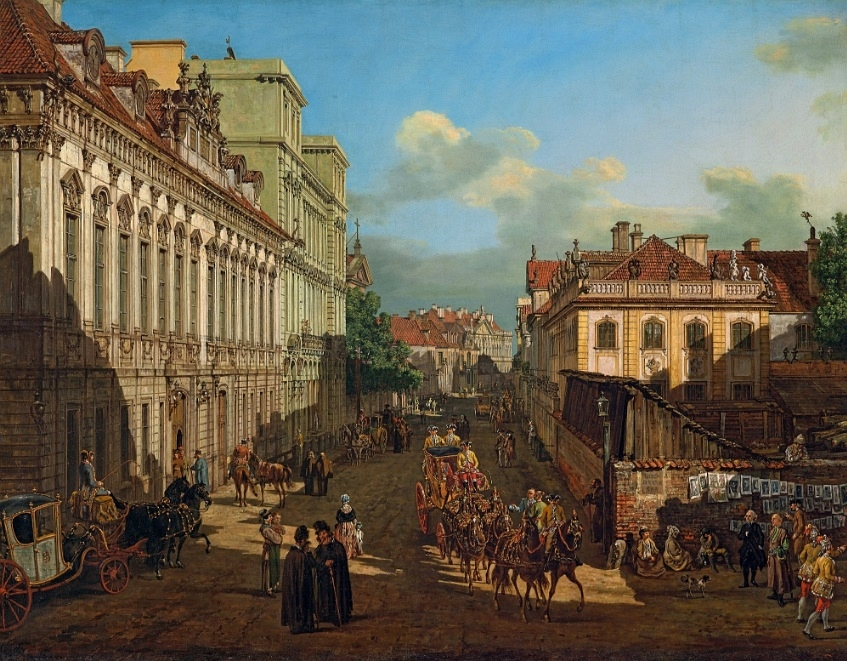
Pałac na obrazie Canaletta z 1777

W latach 1760–1762 został poddany gruntownej przebudowie z inicjatywy biskupa Kajetana Sołtyka najprawdopodobniej według projektu Jakuba Fontany. Pałac przybrał szatę późnobarokową. Należy on do stosunkowo mało rozpowszechnionego w Warszawie typu pałacu przyulicznego – zbudowanego w linii zabudowy ulicy. Po przebudowie pałac był budowlą jednopiętrową. Pierwsze piętro bardzo wysokie – mieściło sale reprezentacyjne. W tym stanie pałac utrwalił Canaletto w obrazie przedstawiającym widok ulicy Miodowej namalowanym w 1777 roku.
Od końca XVIII wieku budynek mieścił liczne urzędy. Po III rozbiorze Polski w 1795 roku stał się siedzibą prezydenta Prus Południowych von Hoyma. Po roku 1828 został przebudowany na kamienicę czynszową. Po 1910 roku został częściowo wyburzony od strony pałacu Teppera w związku z budową nowej kamienicy.
Pałac został spalony podczas obrony miasta we wrześniu 1939 i zburzony w 1944. Został odbudowany w latach 1948–1950 według projektu Ludwika Borawskiego i Wacława Podlewskiego na siedzibę Zjednoczenia Przemysłu Lotniczego i Silnikowego. Elewacji od strony ul. Miodowej przywrócono wygląd jaki otrzymała w latach 1760–1762 pozostawiając jednak podział pierwszego piętra na dwie kondygnacje. Przy rekonstrukcji posłużono się obrazem Canaletta.
W 1965 roku pałac został wpisany do rejestru zabytków. 
W 1969 na bocznej ścianie pałacu (od strony trasy W-Z) odsłonięto tablicę upamiętniającą urodzonego tam Wacława Gąsiorowskiego.
W 2010 właścicielami pałacu stali się spadkobiercy Edwarda Piotrowskiego, jego ostatniego przedwojennego właściciela.